# Mycetia longiflora
Mycetia longiflora là một loài thực vật có hoa trong họ Thiến thảo. Loài này được F.C.How ex H.S.Lo mô tả khoa học đầu tiên năm 1991.